# Psammophylax
Psammophylax este un gen de șerpi din familia Colubridae.

Cladograma conform Catalogue of Life:
| Psammophylax | \| \| Psammophylax rhombeatus \| \| \| \| \| \| Psammophylax tritaeniatus \| \| \| \| \| \| Psammophylax variabilis \| \| \| \| |
|              | \| \| Psammophylax rhombeatus \| \| \| \| \| \| Psammophylax tritaeniatus \| \| \| \| \| \| Psammophylax variabilis \| \| \| \| |
|              | Psammophylax rhombeatus |
|              | |
|              | Psammophylax tritaeniatus |
|              | |
|              | Psammophylax variabilis |
|              | |